# Green is the Colour
«Green is the Colour» (с англ. — «Зелёный — это цвет») — песня группы Pink Floyd из альбома 1969 года More — саундтрека к фильму Барбета Шрёдера «Ещё» (More). Представлена на первой стороне LP пятым по счёту треком. Музыку и слова к песне «Green is the Colour» написал басист группы Pink Floyd Роджер Уотерс, вокальная партия исполнена Дэвидом Гилмором. Под названием «The Beginning» песня исполнялась первой в сюите «The Journey» (одной из двух сюит концерта 1969 года The Man and The Journey), и плавно переходила в композицию «Beset By Creatures of the Deep», больше известную как «Careful With That Axe, Eugene».

## Исполнения на концертах
«Green is the Colour» была одной из основных концертных композиций Pink Floyd с 1969 до середины 1971 года.
«Green is the Colour», плавно переходящая в «Careful With That Axe, Eugene», исполнялась группой в студии BBC Радио 1 во время их последней записи в мае 1969 года примерно за два месяца до выпуска саундтрека More. Также песня исполнялась во время концертной передачи «In Concert» в 1970 году.
Впервые «Green is the Colour» под названием «The Beginning» была исполнена в составе сюиты The Journey на премьере концертной программы The Man and The Journey 14 апреля 1969 года в Лондоне в концертном зале «Royal Festival Hall». В этом же месяце, 26 апреля, «Green is the Colour» уже как отдельная песня исполнялась на фестивале Light & Sound Concert в Бромли. 11 октября «Green is the Colour» исполнялась на фестивале Internationales Essener Pop & Blues в немецком городе Эссен (помимо Pink Floyd этот фестиваль был представлен такими исполнителями, как Fleetwood Mac, The Pretty Things, Yes, Мадди Уотерс, Алексис Корнер, The Nice и Deep Purple). 25 октября песня исполнялась на поп- и джаз-фестивале Actuel Festival в бельгийском городе Amougies. 6 декабря «Green is the Colour» вошла в число концертных номеров группы на фестивале прогрессивной музыки в валлийском городе Талбот. 23 января 1970 года песня исполнялась в Париже, в Театре Елисейских Полей («Theatre des Champs-Elysées»). В апреле—мае 1970 года песня входила в концертную программу Pink Floyd во время североамериканского турне (28 апреля в Сан-Франциско был снят и показан по телеканалу KQED TV концерт, включавший исполнение «Green is the Colour»). 8 августа песня была исполнена на музыкальном фестивале в Сан-Тропе (фрагмент концерта с исполнением «Green is the Colour» был показан 24 октября по французскому телеканалу ORTF2). «Green is the Colour» исполнялась во время североамериканских гастролей в октябре и во время европейского турне в ноябре 1970 года (в том числе 6 ноября в зале Концертгебау в Амстердаме и 21 ноября на музыкальном фестивале Super Pop 70 в Казино Монтрё в Швейцарии). «Green is the Colour» исполнялась во время японского тура, в том числе 6 и 7 августа 1971 года на фестивале «Hakone Aphrodite» («Hakone Open Air Festival»)

## Фильм «Ещё»
В фильме «Ещё» отрывок «Green is the Colour» звучит менее минуты. Перед началом песни обнажённые главные герои загорают на скале у моря, Стефан рассказывает Эстелле о молодых людях из Калькутты, поклоняющихся солнцу, которые сидят и смотрят на него пока не ослепнут, после чего через год умирают. Затем появляются кадры, в которых под звуки песни «Green is the Colour» Эстелла, одетая в белое платье, танцует, а Стефан сидит на постели во дворе у дома на морском берегу. Главные герои ложатся на постель и на строчке «sunlight in her eyes…» песня обрывается.

## Участники записи
- Дэвид Гилмор — акустическая гитара, вокал;
- Ричард Райт — фортепиано, орган Фарфиса;
- Роджер Уотерс — бас-гитара;
- Ник Мейсон — ударные.